# Kjachta
Kjachta (russisch Кяхта; burjatisch Хяагта/Chjaagta) ist eine Stadt in der Republik Burjatien (Russland) mit 20.024 Einwohnern (Stand 14. Oktober 2010).

## Geografie
Die Stadt liegt im transbaikalischen Selengagebirge, etwa 235 km südlich der Republikshauptstadt Ulan-Ude, unmittelbar an der mongolischen Grenze. Jenseits der Grenze, die hier von der Fernstraße Ulan-Ude – Süchbaatar – Ulan Bator überquert wird, schließt sich der Ort Altanbulag im Selenge-Aimag an.
Die Stadt Kjachta ist Verwaltungszentrum des gleichnamigen Rajons.

## Geschichte
Als Gründungsjahr von Kjachta gilt 1727, als hier der erste Vertrag von Kjachta zwischen dem Russischen Reich und dem Kaiserreich China unterzeichnet wurde, welcher den Grenzverlauf südlich des Baikalsees und den Grenzhandel zwischen beiden Staaten regelte. Bezeichnet wurde der Ort nach dem gleichnamigen Flüsschen und der von ihm durchflossenen Senke, abgeleitet vom burjatisch-mongolischen Wort für queckenreichen Ort.
Der Vertrag legte Kjachta als Ort fest, über welchen der gesamte Handel zwischen Russland und China abgewickelt werden sollte. Der Bau der Straße war schon 1689 nach dem Vertrag von Nertschinsk als Sibirischer Trakt befohlen worden, wurde aber nie begonnen. 1728 entstand etwas weiter nördlich von Kjachta, näher an den Ausläufern des Selengagebirges, zum Schutz des Handelsweges die Festung Troizkosawsk, benannt nach der Dreifaltigkeit (russisch troiza) sowie dem Vornamen des russischen Diplomaten serbischer Abstammung Sawwa Lukitsch Ragusinski-Wladislawitsch (etwa 1670–1738), welcher den Vertrag von Kjachta ausgehandelt hatte.
Die südlicher in der Steppe beidseitig der Grenze gelegene Handelssiedlung (Sloboda) wurde ab 1743 angelegt, blieb formell selbständig und wurde mit dem alten Namen Kjachta bezeichnet. Mindestens bis zur Mitte des 19. Jahrhunderts behielt Kjachta-Troizkosawsk seine Bedeutung als wichtigstes Handelszentrum an der Grenze zu China. Der Ort bestand aus zwei Flecken, einer für die Chinesen und einer für die Russen, beide waren sie von Palisaden umgeben. Die Chinesen bezeichneten derartige Handelszentren als "Handelsstadt/Maimatschin" (買賣城,  Măimàichéng – „kaufen verkaufen Stadt“).
Der Handel vollzog sich im Tauschverkehr, da den Russen die Ausfuhr von Silber verboten war. Der Hauptexportartikel von Russland waren Pelzwaren, vor allem
- Seeotter- und Fischotterfelle,
- Biberfelle,
- Fuchsfelle,
- Wolfsfelle,
- Bärenfelle,
- Lammfelle aus Buchara und Astrachan („Persianer“),
- Marderfelle,
- Zobelfelle,
- Hermelinfelle,
- Eichhörnchenfelle[2] und
- Murmelfelle.

Aus China kamen im Gegenzug rohe Baumwolle, Leinenstoffe, Leder- und Manufakturwaren, Seide, Brokat, Kunstgegenstände und vor allem Tee und Medizinal-Rhabarber nach Russland und weiter nach Europa, weshalb diese Handelsroute auch „Teestraße“ genannt wurde. 1792 wurde die Zollstelle aus Irkutsk nach Kjachta verlegt. Die Gesamtausfuhr nach China wird für 1777 mit 1,31 Millionen Rubel angegeben, von China nach Russland mit 2,87 Millionen. Daneben soll es einen einträglichen Schmuggel gegeben haben, der auf 8 Millionen Rubel geschätzt wurde.

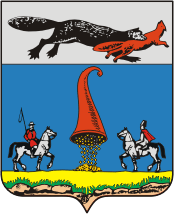
Wappen von Troizkosawsk (1846)

1851 wurde Troizkosawsk Verwaltungszentrum eines Kreises (okrug, ab 1901 ujesd), 1861 erfolgte die offizielle Verleihung des Stadtrechts.
Mit der Entstehung und Verbesserung anderer Handelswege verlor Kjachta allmählich seine zentrale Bedeutung für den Handel mit China. Eine Rolle dabei spielten der Anschluss des Amurgebietes an Russland 1858 (Vertrag von Aigun), die Eröffnung des Sueskanals 1869 und schließlich der Bau der Chinesischen Osteisenbahn 1903. Der Ort blieb jedoch regionales Zentrum des Handels mit der Äußeren Mongolei und bedeutendes Kulturzentrum des Transbaikalgebietes. Bereits 1890 (nach anderen Angaben 1891) wurde ein Heimatmuseum eingerichtet. In Kjachta begannen oder endeten viele der Expeditionen russischer Forschungsreisender nach Zentralasien, so von Nikolai Prschewalski oder Wladimir Obrutschew.
Der Ort ist zudem in der Geschichte der Mongolischen Volksrepublik von Bedeutung. 1915 wurde hier der Zweite Vertrag von Kjachta unterzeichnet. 1920–21 war die Stadt Mittelpunkt der Tätigkeit von Damdin Süchbaatar und Chorloogiin Tschoibalsan; am 1. März 1921 fand hier der Gründungsparteitag der Mongolischen Revolutionären Volkspartei statt.
1934 erfolgte schließlich die Zusammenlegung der beiden Teilorte unter dem Namen Kjachta.

### Bevölkerungsentwicklung
| Jahr | Einwohner | Anmerkung                   |
| ---- | --------- | --------------------------- |
| 1897 | 9.800     | davon 8.788 in Troizkosawsk |
| 1926 |           | 9.585 in Troizkosawsk       |
| 1939 | 11.153    |                             |
| 1959 | 10.327    |                             |
| 1970 | 15.316    |                             |
| 1979 | 14.990    |                             |
| 1989 | 18.307    |                             |
| 2002 | 18.391    |                             |
| 2010 | 20.024    |                             |

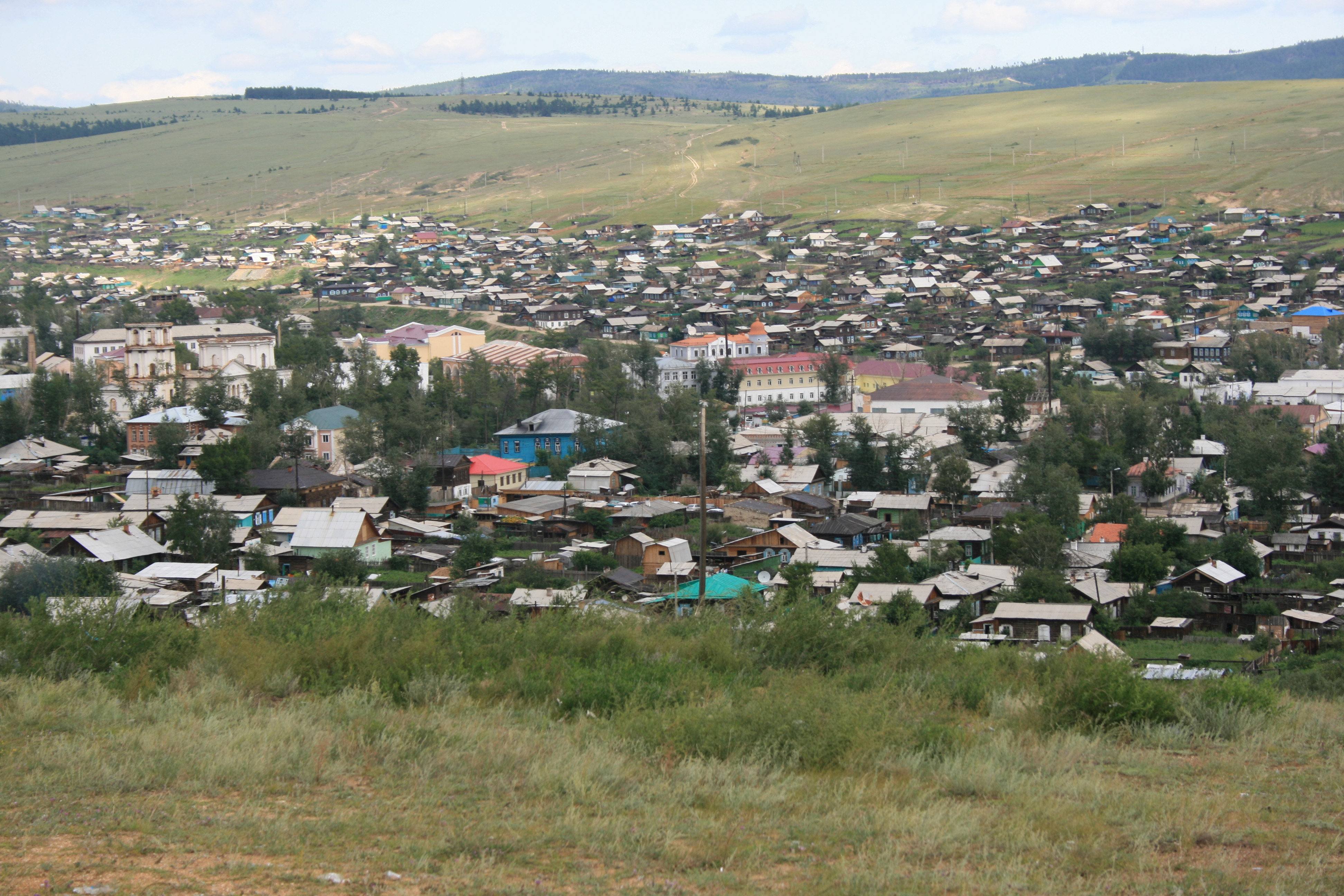
Blick auf Kjachta

Anmerkung: Volkszählungsdaten (1897 für Kjachta gerundet)

## Kultur und Sehenswürdigkeiten
In Kjachta ist eine Reihe größtenteils klassizistischer Bauten aus dem 19. Jahrhundert erhalten. Dazu gehören die Dreifaltigkeitskathedrale (Троицкий собор/ Troizki sobor, 1812–17), die Auferstehungskirche (Воскресенская церковь/ Woskressenskaja zerkow, 1838), die Mariä-Entschlafens-Kirche (Успенская церковь/ Uspenskaja zerkow, 1857), der „Gasthof“ (1842) und die „Handelsreihen“.
Kjachta besitzt ein heute nach Wladimir Obrutschew benanntes Heimatmuseum. Eine ehemalige konspirative Wohnung von Damdin Süchbaatar wurde als Museum hergerichtet.

## Wirtschaft
Kjachta ist auch heute hauptsächlich Zentrum des Grenzhandels zur Mongolei sowie für chinesische Waren. Daneben existieren Betriebe der Textil- und Lebensmittelindustrie.

## Söhne und Töchter der Stadt
- Antonina Sabaschnikowa (1861–1945), Pianistin und Publizistin
- Dmitri Prjanischnikow (1865–1948), Agrarwissenschaftler